# 青森県道134号櫛引上名久井三戸線

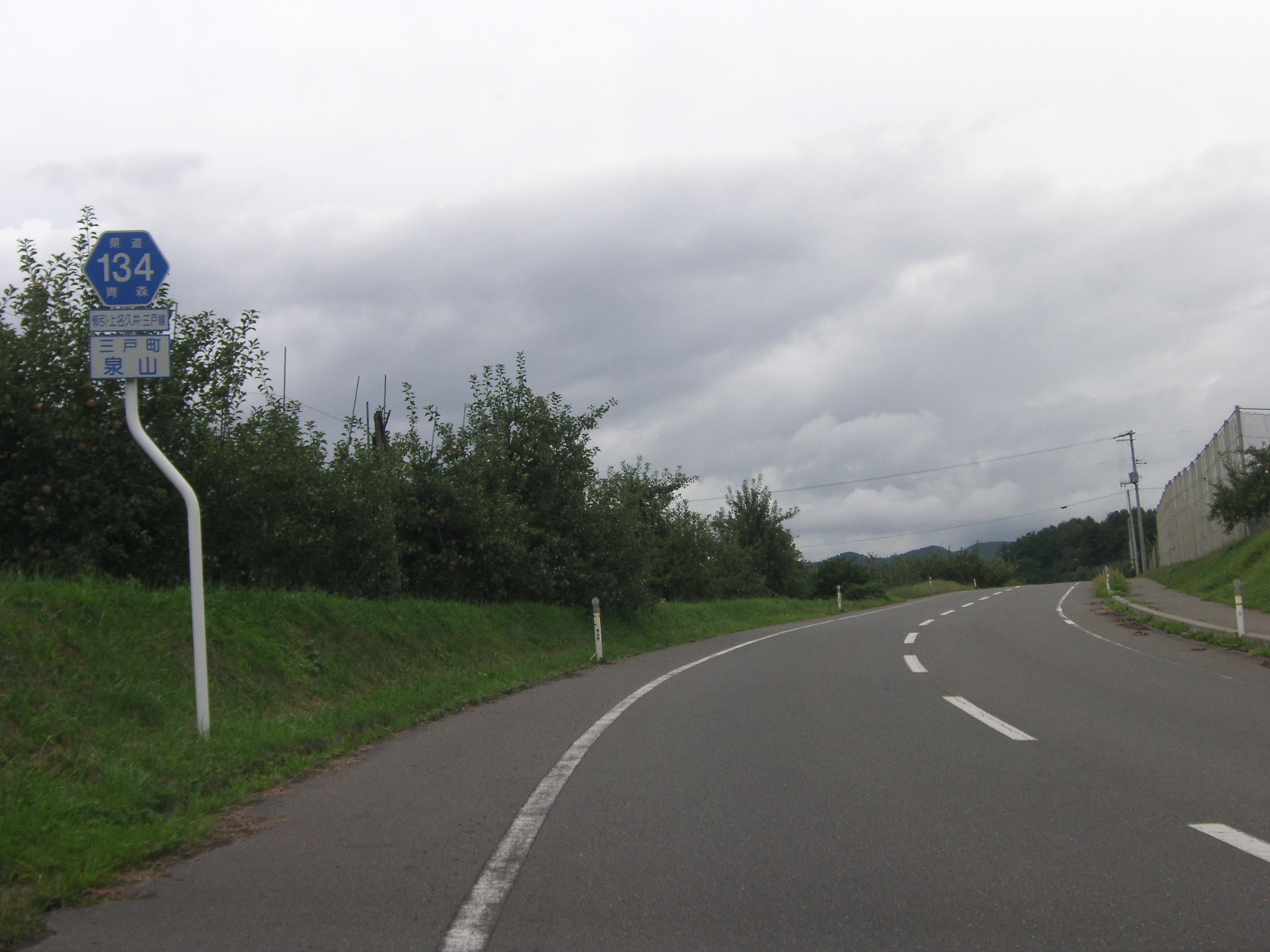
青森県道134号 三戸郡三戸町泉山地区にて撮影

青森県道134号櫛引上名久井三戸線（あおもりけんどう134ごう くしびきかみなくいさんのへせん）は、青森県八戸市から三戸郡三戸町に至る一般県道である。

## 概要
八戸市八幡で国道104号から分岐し、南部町内を経て、三戸町二日町で青森県道258号三戸南部線に合流する。路線は概ね青い森鉄道線と国道104号（一部区間は国道4号の重複区間）の南側を平行して通る。

### 路線データ
以下は青森県例規集に収録されているデータである。
- 起点 : 八戸市大字櫛引
- 終点 : 三戸郡三戸町

## 歴史
- 1961年（昭和36年）2月10日 - 県道に認定される[1]。

## 路線状況

### 重複区間
- 青森県道225号中野北高岩停車場線（三戸郡南部町杉沢 - 三戸郡南部町法師岡）
- 青森県道33号軽米名川線（三戸郡南部町下名久井 - 三戸郡南部町下名久井前田）

## 地理

### 通過する自治体
- 八戸市
- 三戸郡
  - 南部町
  - 三戸町

### 交差する道路
- 国道104号（八戸市八幡、起点）
- 青森県道225号中野北高岩停車場線（三戸郡南部町杉沢）
- 青森県道225号中野北高岩停車場線（三戸郡南部町法師岡）
- 青森県道223号福田苫米地線（三戸郡南部町福田）
- 青森県道42号名川階上線（三戸郡南部町森越）
- 青森県道33号軽米名川線（三戸郡南部町下名久井）
- 青森県道33号軽米名川線（三戸郡南部町下名久井前田）
- 青森県道227号名久井岳公園線（三戸郡南部町上名久井）
- 青森県道224号高瀬諏訪平停車場線（三戸郡南部町高瀬）
- 青森県道222号赤石沖田面線（三戸郡南部町赤石）
- 青森県道227号名久井岳公園線（三戸郡三戸町泉山）
- 青森県道258号三戸南部線（三戸郡三戸町二日町、終点）

### 沿線の施設など
- 八戸市役所 館支所
- 南部町立杉沢中学校
- 福地工業団地
- 第二福地工業団地
- 南部町立福田小学校
- 青森県立名久井農業高等学校
- NTT東日本 名川電話交換局
- 南部町役場 名川分庁舎
- 名川郵便局
- 上名久井郵便局
- 三戸町立三戸小学校
- 三戸公共職業安定所
- 三戸町役場
- 北日本銀行 三戸支店
- 青森みちのく銀行 三戸支店